# Grande Prêmio Jef Scherens

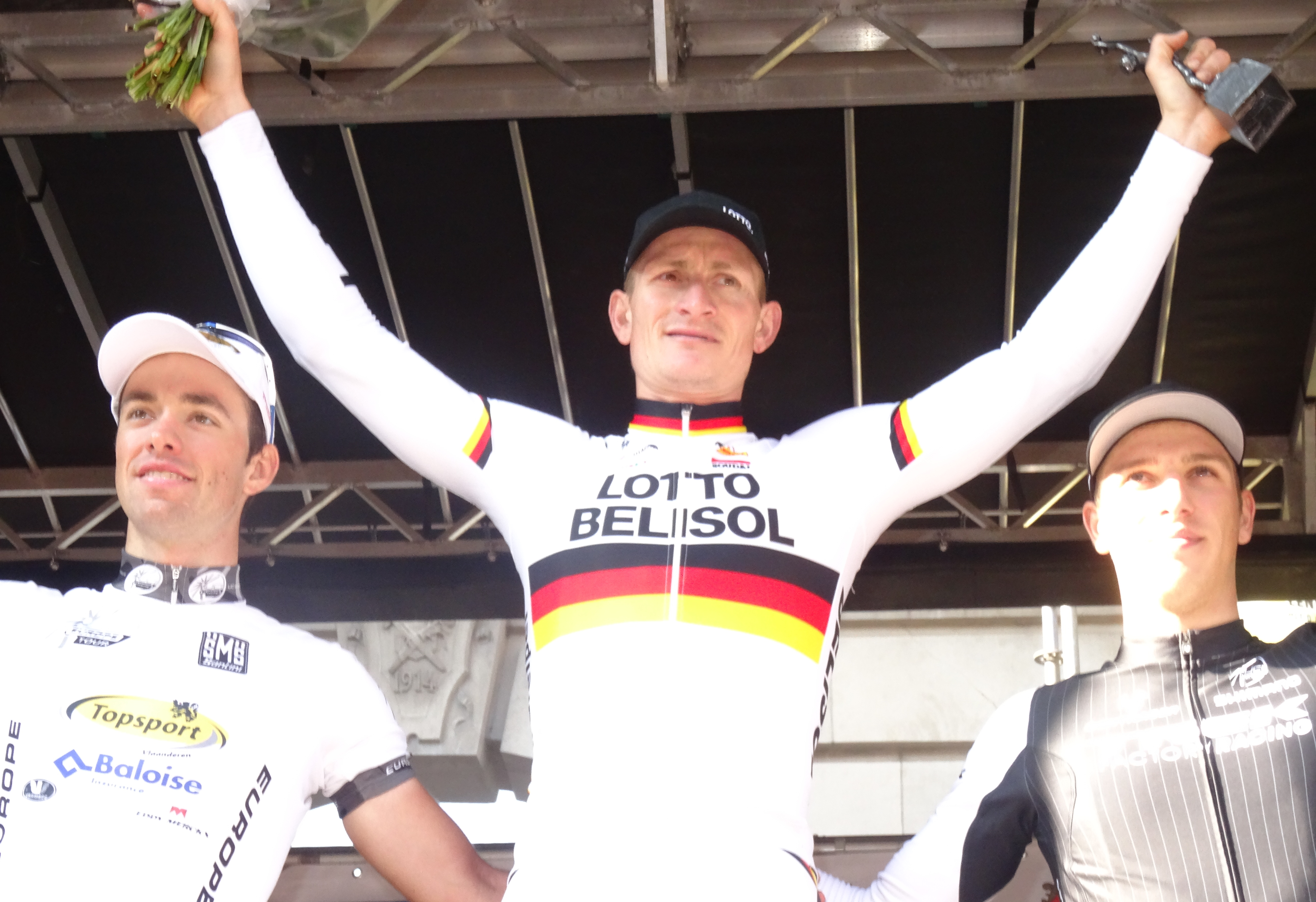
Podium da edição 2014 da carreira: à esquerda Tom Van Asbroeck, no centro o vencedor André Greipel, à esquerda Danny van Poppel

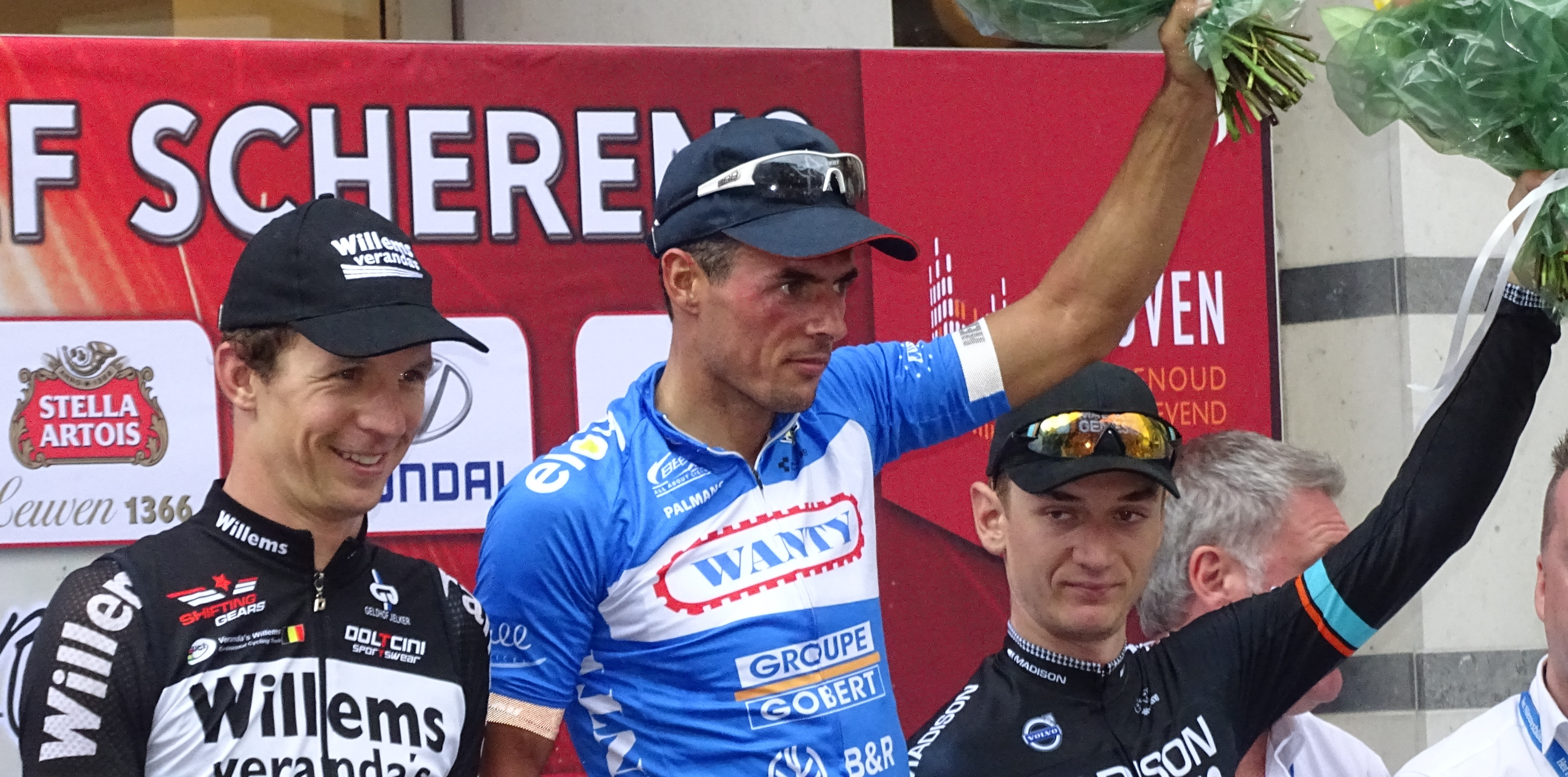
Podium da edição 2015 da carreira: à esquerda Dimitri Claeys, no centro o vencedor Björn Leukemans, à esquerda Mark Mcnally

O Grande Prêmio Jef Scherens (oficialmente: Grote Prijs Jef Scherens-Rondom Leuven) é uma carreira ciclista profissional disputada em Lovaina na Bélgica. Deve o seu nome a Jef Scherens, sete vezes campeão do mundo de velocidade em pista
Criada em 1963 desde a criação dos Circuitos Continentais da UCI em 2005 faz parte do UCI Europe Tour, dentro da categoria 1.1.

## Palmarés
| Ano                       | Vencedor              | Segundo                | Terceiro                 |
| ------------------------- | --------------------- | ---------------------- | ------------------------ |
| 1963                      | Marcel Vanden Bogaert | Francesco Miele        | Walter Muylaert          |
| 1964                      | Norbert Kerckhove     | André Noyelle          | Gustaaf Van Vaerenbergh  |
| 1965                      | Fernand Deferm        | Eddy Merckx            | Emile Daems              |
| 1966                      | Herman Van Springel   | Robert Lelangue        | Jos Huysmans             |
| 1967                      | Robert Lelangue       | Herman Van Springel    | Remi Van Vreckom         |
| 1968 edição não realizada |                       |                        |                          |
| 1969                      | Frans Verbeeck        | Roger De Vlaeminck     | Roger Kindt              |
| 1970                      | Frans Verbeeck        | Raphaël Hooyberghs     | Jozef Abelshausen        |
| 1971                      | Frans Verbeeck        | Georges Pintens        | Edward Janssens          |
| 1972                      | Gustaaf Hermans       | Willem Peeters         | Omer Meeus               |
| 1973                      | Jan van Katwijk       | Victor Van Schil       | Théo van der Leeuw       |
| 1974                      | Freddy Maertens       | Rik Van Linden         | Frans Verbeeck           |
| 1975                      | Freddy Maertens       | Ronny Van De Vijver    | Eddy Merckx              |
| 1976                      | Frans Verbeeck        | Etienne Van der Helst  | Walter Naegels           |
| 1977                      | Walter Planckaert     | Wilfried Wesemael      | Benny Schepmans          |
| 1978                      | Frans Van Looy        | Gustaaf Van Roosbroeck | Frank Hoste              |
| 1979                      | Marcel Laurens        | Willy Teirlinck        | Frans Van Vlierberghe    |
| 1980                      | Ludo Delcroix         | Frans Van Looy         | Etienne Van der Helst    |
| 1981                      | Jan Raas              | Rudy Pevenage          | Sean Kelly               |
| 1982                      | Rudy Matthijs         | Alfons De Wolf         | Ludwig Wijnants          |
| 1983                      | Adri van der Poel     | Ronny Van Holen        | Jan Bogaert              |
| 1984                      | Ronny Van Holen       | Jan Wijnants           | Johan Lammerts           |
| 1985                      | Jozef Lieckens        | Willem Wijnant         | Gery Verlinden           |
| 1986                      | Jozef Lieckens        | Johan Capiot           | Luc De Decker            |
| 1987                      | Ronny Van Holen       | Dirk Clarysse          | Wilfried Peeters         |
| 1988                      | Patrick Schoovaerts   | Herman Raeymaekers     | Filip Noé                |
| 1989 edição não realizada |                       |                        |                          |
| 1990                      | Wilfried Peeters      | Corneille Daems        | Johan Devos              |
| 1991                      | Wilco Zuijderwijk     | Olaf Jentzsch          | Hendrik Redant           |
| 1992                      | Hendrik Redant        | Johan Museeuw          | Olaf Ludwig              |
| 1993                      | Frans Maassen         | Herman Frison          | Wilfried Peeters         |
| 1994                      | Mauro Bettin          | Johan Verstrepen       | Jans Koerts              |
| 1995                      | Erik Dekker           | Frank Corvers          | Léon van Bon             |
| 1996                      | Jans Koerts           | Andrzej Sypytkowski    | Wim Omloop               |
| 1997                      | Stéphane Hennebert    | Anthony Rokia          | Frank Høj                |
| 1998                      | Jo Planckaert         | Johan Verstrepen       | Raymond Meijs            |
| 1999                      | Marc Streel           | Michel Vanhaecke       | Gert Vanderaerden        |
| 2000                      | Dave Bruylandts       | Andy De Smet           | Nicki Sørensen           |
| 2001                      | Niko Eeckhout         | Björn Leukemans        | Geert Omloop             |
| 2002                      | Andreas Klier         | Robert Hunter          | Léon van Bon             |
| 2003                      | Thor Hushovd          | Roger Hammond          | Niko Eeckhout            |
| 2004                      | Allan Johansen        | Karsten Kroon          | Wouter Van Mechelen      |
| 2005                      | Joost Posthuma        | Björn Leukemans        | Rory Sutherland          |
| 2006                      | Marcel Sieberg        | Dirk Müller            | Sergey Lagutin           |
| 2007                      | Bram Tankink          | Janek Tombak           | Frédéric Amorison        |
| 2008                      | Wouter Mol            | Janek Tombak           | Kurt Hovelijnck          |
| 2009                      | Sebastian Langeveld   | Stijn Vandenbergh      | Frédéric Amorison        |
| 2010                      | Lars Boom             | Maxime Vantomme        | Fabian Wegmann           |
| 2011                      | Jérôme Pineau         | Kenny Dehaes           | Guillaume Van Keirsbulck |
| 2012                      | Steven Caethoven      | Stijn Neirynck         | Frédéric Amorison        |
| 2013                      | Bert De Backer        | Sep Vanmarcke          | Jasper Stuyven           |
| 2014                      | André Greipel         | Tom Van Asbroeck       | Danny van Poppel         |
| 2015                      | Björn Leukemans       | Dimitri Claeys         | Mark McNally             |
| 2016                      | Dimitri Claeys        | Pim Ligthart           | Roman Maikin             |
| 2017                      | Timothy Dupont        | Kenny Dehaes           | Justin Jules             |
| 2018                      | Jasper Stuyven        | Jonas Van Genechten    | Timothy Dupont           |
| 2019                      | Niccolò Bonifazio     | Hugo Hofstetter        | Timothy Dupont           |
| 2021                      | Niccolò Bonifazio     | Nacer Bouhanni         | Gianni Vermeersch        |
| 2022                      | Victor Campenaerts    | Zdeněk Štybar          | Alexander Kristoff       |
| 2023                      | Arnaud De Lie         | Stan Van Tricht        | Axel Laurance            |
| 2024                      | Markus Hoelgaard      | Mike Teunissen         | Milan Menten             |

## Palmarés por países
Actualizado após edição de 2023
| País          | Vitórias |
| ------------- | -------- |
| Bélgica       | 38       |
| Países Baixos | 12       |
| Itália        | 3        |
| Alemanha      | 2        |
| Noruega       | 1        |
| Dinamarca     | 1        |
| França        | 1        |